# Купола (МКС)
Купола е модул обсерватория построен от Европейската космическа агенция (ЕКА) за да бъде прикачен към Международната космическа станция (МКС). Веднъж монтиран, ще осигури на екипажа на станцията директен поглед върху операциите извършвани при скачването на космическите кораби и совалки с МКС.
Куполът е изстрелян с полет STS-130 на 8 февруари 2010 г. заедно с модул Транквилити (Възел 3) Първоначално ще бъде монтиран към модул Юнити, но по-късно ще бъде преместен към Възел 3.
Завършването на фазата на разроботка е отбелязано от ЕКА с тържествена церомония в град Торино, Италия на 6 септември 2004 г. ЕКА ще даде Купола на НАСА в замяна на транспортирането на пет външни товара до МКС.

## Конструкция
Построен е от италианската Талес Аления Спейс, в диаметър е приблизително 2 метра, а на височина около 1,5 m. Притежава шест широки странични прозорци и един главен, като всеки от прозорците е покрит с капак за да ги предпазят от микрометеорити и от космически късове. В купола има система за контролиране на топлината, видео, аудио системи и MIL-STD-1553.